# SV Dakota
SV Dakota is een Arubaanse voetbalclub uit de hoofdstad Oranjestad. Het is een van de succesvolste teams van Aruba en won 17 keer de landstitel.

## Erelijst
Landskampioen: 17
- 1961, 1962, 1963, 1965, 1966, 1969, 1970, 1971, 1974, 1976, 1980, 1981, 1982, 1983, 1995, 2018, 2022

Copa Betico Croes: 3
- winnaar in 2007, 2019, 2025
- finalist in 2012, 2017, 2018, 2024

Copa Juliana: 6
- winnaar in 1960, 1962, 1963, 1967, 1968, 1969

Kopa Antiano
- finalist in 1962, 1963, 1970, 1983